# Рудня-Шлягина
Рудня-Шлягина (бел. Рудня-Шлягіна, пол. Rudnia Szlagin) — упразднённая деревня в Светиловичском сельсовете Ветковского района Гомельской области Республики Беларусь.

## География

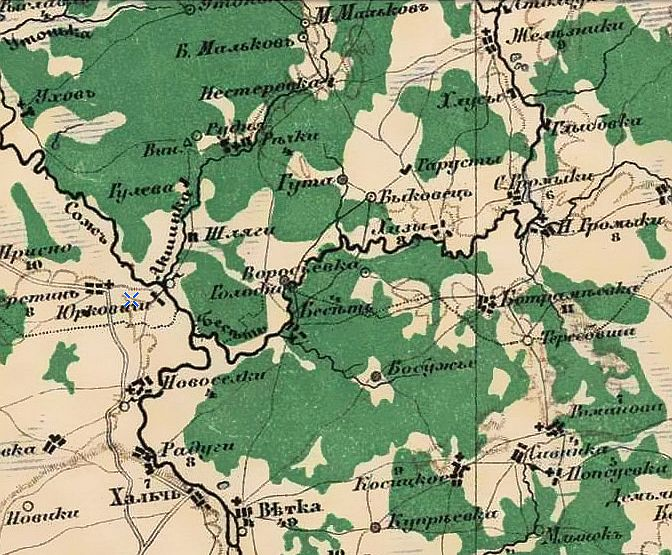
Рудня-Шлягина (Шляги) на карте Стрельбицкого И.А. за 1865 г.

### Расположение
В 16 км на север от Ветки, 36 км от Гомеля.

### Гидрография
Река Нёманка (приток реки Сож), на востоке мелиоративные каналы.

## Транспортная сеть
Транспортные связи по просёлочной, затем автомобильной дороге Светиловичи — Ветка.
Планировка состоит из прямолинейной улицы меридиональной ориентации, к которой с востока присоединяются 2 короткие улицы. Застройка двусторонняя, деревянная, усадебного типа.

## История

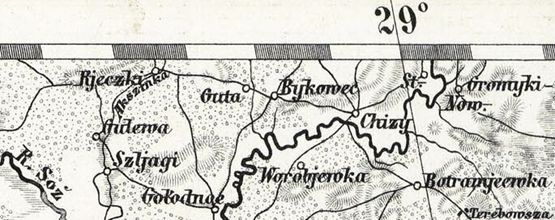
Рудня-Шлягина (Szljagi) на карте 1874 г. (Российская империя)

Археологами выявлены два поселения неолита (III тысячелетие до н. э., 1,5 км и 2 км на юг от деревни) и могильник бронзового века (2 км на юг от деревни) свидетельствуют о заселении этих мест с давних времён.
По письменным источникам известна с начала XIX века как селение в Речковской волости Белицкого, с 1852 года Гомельского уезда Могилёвской губернии. В собственности Шульцев. С 1840 года действовала сукновальня. Дворянка Шадурская владела в 1843 году 371 десятиной земли. Согласно ревизии 1858 года — во владении помещицы Шулавичевой. Согласно переписи 1897 года располагались: часовня, хлебозапасный магазин (с 1880 года). В деревенской школе в 1907 году было 58 учеников. В 1909 году в составе Речковской волости Гомельского уезда; 1175 десятин земли, часовня, школа, мельница.
В 1910 году настоятелем католического прихода в Рудне-Шлягиной был римско-католический священник Михаил Христофорович Цакуль (1885—1937), который впоследствии был репрессирован и расстрелян. Остались руины католической часовни постройки 1910 года.
В 1926 году работали почтовый пункт, начальная школа, изба-читальня. С 8 декабря 1926 года по 16 июля 1954 года центр Рудня-шлягинского сельсовета Светиловичского, с 4 августа 1927 года Ветковского, с 12 февраля 1935 года Светиловичского районов Гомельского округа (до 26 июля 1930 года), с 20 февраля 1938 года Гомельской области. Деревня полностью была населена польскими семьями. В 1929 году создан колхоз «Красный путь», работали ветряная мельница (с 1929 года) и кузница. Во время Великой Отечественной войны оккупанты сожгли 37 дворов. На фронтах погибли 63 жителя. Согласно переписи 1959 года входила в состав совхоза «Речки» (центр — деревня Речки). Действовали больница, магазин.
В результате катастрофы на Чернобыльской АЭС деревня подверглась радиационному загрязнению. В 1992 году все жители (85 семей) были переселены в чистые места.
Официально упразднена в 2011 году.

## Население
- 1858 год — 26 дворов, 212 жителей.
- 1897 год — 60 дворов, 444 жителя (согласно переписи).
- 1909 год — 64 двора, 486 жителей.
- 1926 год — 129 дворов, 626 жителей.
- 1969 год — 361 житель (согласно переписи).
- 1992 год — жители (85 семей) переселены.